# Marija Makarovič
Marija Makarovič (rođena Jagodic; Ljubljana, 15. avgust 1930) slovenački je etnolog.

## Biografija
Makarovič je rođena u Ljubljani 1930. kao treće dijete oca Antona i majke Rozalije. Osnovnu školu i klasičnu gimnaziju pohađala je u Ljubljani. Godine 1949. upisala je studije šumarstva, ali je odmah prešla na Filozofski fakultet, na odsjek za etnologiju. Svirala je i violinu te je uz nižu muzičku školu završila dvije godine srednje muzičke škole u Ljubljani.
Za vrijeme Drugog svjetskog rata sudjelovala je u Oslobodilačkom frontu, a 1944. godine, nakon što su braća Anton i Ladislav zatočeni i odvedeni u Dachau, grubo ju je ispitivala tadašnja ljubljanska policija. Nakon diplome na Univerzitetu u Ljubljani 1953. radila je kao kustosica u Slovenskom etnografskom muzeju. od 1953. do 1989. Od 1993. do 1997. vodila je Slovenski etnografski institut Urban Jarnik u Klagenfurtu. Godine 2001. bila je jedan od suosnivača Centra za biografska istraživanja u Ljubljani zajedno s Mojcom Ramšak. 
Godine 1979. dobila je Levstikovu nagradu za svoju knjigu "Kmečka abeceda i Kmečko gospodarstvo" na slovenskem jeziku. 2014. godine dobitnica je nagrade Deklica s piščalko, koju dodjeljuje Kočevska opština za profesionalizam u području umjetnosti, kulture i društvenih nauka. 
Živi u Ljubljani i udata je za etnologa Gorazda Makaroviča.

## Odabrana djela
- Narodopisna podoba Mengša in okolice  713526 (Mengeš: Svet za prosveto in kulturo, Mengeš, 1958)
- Ljudske vezenine na Slovenskem  6794757 (Centralni zavod za napredek gospodinjstva: Etnografski muzej, Ljubljana, 1970)
- Slovenska ljudska noša  18340609 (Centralni zavod za napredek gospodinjstva: Slovenski etnografski muzej, Mengeš, 1971)
- Kostanjevica in okolica: narodopisni oris  9434881 (Dvajseti Dolenjski kulturni festival, Kostanjevica na Krki, 1975)
- Kostanjevica na Krki z okolico nekoč in danes  1030709 (Radio-televizija - Uredništvo izobraževalnih oddaj, Ljubljana, 1971)
- Kmečko gospodarstvo na Slovenskem: [načini, orodja in naprave]  11143681 (Mladinska knjiga, Ljubljana, 1978)
- Medsebojna pomoč na vasi na Slovenskem  4388353 (Ljubljana, Muta, Gorenje, 1979)
- Strojna in Strojanci: narodopisna podoba koroške hribovske vasi  7259904 (Mladinska knjiga, Ljubljana, 1982)
- Predgrad in Predgrajci: Narodopisna podoba belokranjske vasi  1109789 (Kulturna skupnost Kočevje, 1983)
- Slovenske ljudske vezenine  8706561 (Slovenski etnografski muzej, Ljubljana, 1986)
- Tako smo živeli: življenjepisi koroških Slovencev 1, 2  37115136 (Krščanska kulturna zveza, Celovec, Celovec, Dunaj 1993/94)
- Kmet  67570176 (Scepter, Vuzenica, 1997)
- Oblačilna kultura kmečkega prebivalstva na Tolminskem  99489280 (Občina Tolmin, 1999)
- Korte in Korčani  221449216 (Samozal. Skupnosti prebivalcev, Korte, 2005)
- Resnice posameznikov: po življenjskih pripovedih kočevarjev staroselcev in Slovencev s Kočevskega   242130688 (Društvo Kočevarjev staroselcev, Dolenjske Toplice, 2008)
- Koprivnik in njegovi ljudje: v obdobju Kočevarjev od leta 1456 do preselitve decembra 1941 in Slovencev od preloma 19. stoletja do danes  254162432 (Maks Viktor, Društvo Kočevarjev staroselcev, Ljubljana, 2010)
- Babno Polje in njegovi ljudje v metežu druge svetovne vojne  273476096 (Kulturno društvo Notranjska, Cerknica, 2014)